# بلدية كانوينهاس
بلدية كانوينهاس هي بلدية في البرازيل، تتبع سانتا كاتارينا، بلغ عدد سكانها 52٬765  نسمة، في 2010، تبلغ مساحتها 1٬140٫395 كيلومتر مربع.

## الموقع
تشترك في الحدود مع:
- Três Barras [الإنجليزية]‏.